# Belgian MTB Grand Prix
De Belgian MTB Grand Prix of de Belgian MTB Cup is een jaarlijks terugkerend Belgisch regelmatigheidscriterium in het mountainbiken. De wedstrijd bestond uit vijf manches die gehouden werden tussen mei en juli.

## Deelnemers
De deelnemers waren vooral mountainbikers uit de Benelux en Belgische veldrijders, onder wie Sven Nys, Tom Meeusen en Kevin Pauwels. Ook internationale mountainbikers als José Antonio Hermida en Julien Absalon namen deel, maar deze reden niet alle manches.

## Punten
De punten worden als volgt toegekend:
- 1e: 100p (150)
- 2e: 93p (138)
- 3e: 87p (130)
- 4e: 82p (123)
- 5e: 78p (117)
- 6e: 75p (112)
- 7e: 72p (108)
- 8e: 70p (105)
- 9e: 68p (102)
- 10e: 66p (99)

(voor de laatste manche wordt een ander puntensysteem gebruikt)

## 2010
In 2010 vond de eerst editie van de Belgian MTB GP plaats. De eerste serie wedstrijden heette vroeger de Benelux Cup, maar werd nu afgesplitst in de Belgian MTB Grand Prix voor België en de MTB Topcompetitie voor Nederland.
Het regelmatigheidscriterium begon op 9 mei met de manche in Antwerpen. Deze werd gewonnen door Jimmy Tielens voor de Canadees Geoff Kabush. Een week later trok de wedstrijd naar Gooik. Ook ditmaal werd Geoff Kabush tweede, ditmaal achter Sven Nys. Een dikke maand later stond de derde manche op het programma in Verviers. In tegenstelling tot de vorige manches was Verviers een zwaar MTB-parcours. Belgisch kampioen Roel Paulissen won. Nys won de drie volgende manches (Averbode, Sankt Vith en Geraardsbergen) op een zeer overtuigende manier en nam zo de leiding in het tussenklassement. De laatste manche in Beringen werd gewonnen door de Zweed Emil Lindgren. Deze manche was wel niet meer van belang voor het eindklassement dat Sven Nys met grote voorsprong won.

### Mannen
| Nr. | Datum        | Plaats         | Goud               | Zilver                | Brons                 | Leider             |
| --- | ------------ | -------------- | ------------------ | --------------------- | --------------------- | ------------------ |
| 1   | 9 mei        | Antwerpen      | BEL Jimmy Tielens  | CAN Geoff Kabush      | NED Niels Wubben      | BEL Jimmy Tielens  |
| 2   | 13 mei       | Gooik          | BEL Sven Nys       | CAN Geoff Kabush      | BEL Roel Paulissen    | CAN Geoff Kabush   |
| 3   | 6 juni       | Verviers       | BEL Roel Paulissen | NED Bas Peters        | NED Niels Wubben      | BEL Roel Paulissen |
| 4   | 20 juni      | Averbode       | BEL Sven Nys       | SUI Lukas Kaufmann    | NED Frank Schotman    | BEL Sven Nys       |
| 5   | 4 juni       | Sankt Vith     | BEL Sven Nys       | SUI Lukas Kaufmann    | BEL Kevin van Hoovels | BEL Sven Nys       |
| 6   | 22 augustus  | Geraardsbergen | BEL Sven Nys       | NED Rudi van Houts    |                       | BEL Sven Nys       |
| 7   | 26 september | Beringen       | SWE Emil Lindgren  | NED Henk Jaap Moorlag | FIN Jukka Vastaranta  | BEL Sven Nys       |

Podium
- BEL Sven Nys
- NED Niels Wubben
- NED Bas Peters

### Vrouwen
| Nr. | Datum        | Plaats         | Goud                  | Zilver                 | Brons                 | Leider                |
| --- | ------------ | -------------- | --------------------- | ---------------------- | --------------------- | --------------------- |
| 1   | 9 mei        | Antwerpen      |                       |                        |                       |                       |
| 2   | 13 mei       | Gooik          | NED Laura Turpijn     | BEL Joyce Vanderbeken  | NED Anne Terpstra     | NED Laura Turpijn     |
| 3   | 6 juni       | Verviers       | NED Anne Terpstra     | BEL Githa Michiels     | BEL Kristien Nelen    | NED Anne Terpstra     |
| 4   | 20 juni      | Averbode       | BEL Joyce Vanderbeken | NED Laura Turpijn      | NED Anne Terpstra     | BEL Joyce Vanderbeken |
| 5   | 4 juni       | Sankt Vith     | NED Rozanne Slik      | FIN Carina Ketonen     | BEL Joyce Vanderbeken | BEL Joyce Vanderbeken |
| 6   | 22 augustus  | Geraardsbergen | NED Laura Turpijn     | NED Nicoletta De Jager | NED Anne Terpstra     | NED Laura Turpijn     |
| 7   | 26 september | Beringen       | NED Laura Turpijn     | SWE Alexandra Engen    | GBR Lily Matthews     | NED Laura Turpijn     |

Podium
- NED Laura Turpijn
- NED Anne Terpstra
- NED Rozanne Slik

## 2011
De tweede editie van de Belgian MTB GP werd op 14 mei afgetrapt in het Waalse Stoumont. Aan de start stonden twee internationale toppers: wereldkampioen José Antonio Hermida en olympisch kampioen Julien Absalon. Die laatste won de manche met ruime voorsprong op Sven Nys en Rudi van Houts. De volgende manche werd een maand later gereden in Averbode. Sven Nys stond niet aan de start, omdat hij zich in een wegwedstrijd geblesseerd had. Vooraf was Rudi van Houts de grote favoriet en lange tijd leek hij ook met de winst te gaan lopen, maar in de laatste ronde snelde Tom Meeusen hem voorbij en won. Twee weken later werd de derde manche gereden in Boom. De terugkerende Sven Nys won er voor Kevin van Hoovels die de nieuwe leider werd. Op 9 juli werd de derde manche gereden in Sankt Vith. Het werd een spannende wedstrijd die gewonnen werd door Kevin van Hoovels. Hij klopte in een spurt met twee Sven Nys. Voor de start van de laatste manche in Geraardsbergen stond van Hoovels aan de leiding in het klassement, maar omdat Nys won en van Hoovels pas derde werd, verloor hij die leidersplaats aan Nys.

### Mannen
| Nr. | Datum   | Plaats         | Goud                  | Zilver                | Brons                       | Leider                |
| --- | ------- | -------------- | --------------------- | --------------------- | --------------------------- | --------------------- |
| 1   | 14 mei  | Stoumont       | FRA Julien Absalon    | BEL Sven Nys          | NED Rudi van Houts          | FRA Julien Absalon    |
| 2   | 2 juni  | Averbode       | BEL Tom Meeusen       | NED Rudi van Houts    | BEL Kevin van Hoovels       | NED Rudi van Houts    |
| 3   | 18 juni | Boom           | BEL Sven Nys          | BEL Kevin van Hoovels | BEL Sébastien Carabin       | BEL Kevin van Hoovels |
| 4   | 2 juli  | Sankt Vith     | BEL Kevin van Hoovels | BEL Sven Nys          | NED Michiel van der Heijden | BEL Kevin van Hoovels |
| 5   | 9 juli  | Geraardsbergen | BEL Sven Nys          | BEL Tom Meeusen       | BEL Kevin van Hoovels       | BEL Sven Nys          |

Podium
- BEL Sven Nys
- BEL Kevin van Hoovels
- NED Bas Peters

### Vrouwen
| Nr. | Datum   | Plaats         | Goud                       | Zilver                     | Brons                  | Leider                     |
| --- | ------- | -------------- | -------------------------- | -------------------------- | ---------------------- | -------------------------- |
| 1   | 14 mei  | Stoumont       | FRA Pauline Ferrand-Prevot | BEL Elise Marchal          | BEL Joyce Vanderbeken  | FRA Pauline Ferrand-Prevot |
| 2   | 2 juni  | Averbode       | BEL Joyce Vanderbeken      | NED Reza Hormes-Ravenstijn | AUS Katherine O'Shea   | BEL Joyce Vanderbeken      |
| 3   | 18 juni | Boom           | NED Laura Turpijn          | BEL Joyce Vanderbeken      | BEL Steffi Derveaux    | BEL Joyce Vanderbeken      |
| 4   | 2 juli  | Sankt Vith     | NED Minne Stalk            | NED Karen Bouwer           | BEL Githa Michiels     | BEL Joyce Vanderbeken      |
| 5   | 9 juli  | Geraardsbergen | NED Monique Zeldenrust     | BEL Joyce Vanderbeken      | NED Nicoletta De Jager | BEL Joyce Vanderbeken      |

Podium
- BEL Joyce Vanderbeken
- BEL Petra Mermans
- BEL Steffi Derveaux

## 2012
Net zoals in 2011 begon de Belgian MTB GP in Stoumont, ook de winnaar was dezelfde: Julien Absalon. De volgende drie manches werden alle drie gewonnen door Sven Nys, maar omdat hij de eerste manche in Stoumont miste, stond met vier van de vijf manches gereden Kevin van Hoovels op kop in het klassement. Voor de laatste manche in Boom was er veel internationale belangstelling doordat een week later de Olympische Zomerspelen werden gereden. Aan de start stonden onder anderen Julien Absalon, Manuel Fumic, Fabian Giger, Ralph Näf en Stéphane Tempier. Absalon won na de eerste nu ook de laatste manche. Door zijn vierde plaats kon Sven Nys zijn derde achtereenvolgende eindzege vieren.

### Mannen
| Nr. | Datum    | Plaats         | Goud               | Zilver                | Brons                | Leider                |
| --- | -------- | -------------- | ------------------ | --------------------- | -------------------- | --------------------- |
| 1   | 28 maart | Stoumont       | FRA Julien Absalon | FRA Maxime Marotte    | DEN Klaus Nielsen    | FRA Julien Absalon    |
| 2   | 2 juni   | Antwerpen      | BEL Sven Nys       | BEL Tom Meeusen       | BEL Jonas De Backer  | BEL Tom Meeusen       |
| 3   | 7 juli   | Sankt Vith     | BEL Sven Nys       | BEL Kevin van Hoovels | BEL Ruben Scheire    | BEL Kevin van Hoovels |
| 4   | 14 juli  | Geraardsbergen | BEL Sven Nys       | BEL Tom Meeusen       | AUS Chris Jongewaard | BEL Kevin van Hoovels |
| 5   | 2 juni   | Boom           | FRA Julien Absalon | GER Manuel Fumic      | SUI Fabian Giger     | BEL Sven Nys          |

Podium
- BEL Sven Nys
- BEL Kevin van Hoovels
- BEL Sébastien Carabin

### Vrouwen
| Nr. | Datum    | Plaats         | Goud               | Zilver                | Brons                      | Leider             |
| --- | -------- | -------------- | ------------------ | --------------------- | -------------------------- | ------------------ |
| 1   | 28 maart | Stoumont       | GBR Annie Last     | NZL Samantha Shephard | NED Laura Turpijn          | GBR Annie Last     |
| 2   | 2 juni   | Antwerpen      | NED Anne Terpstra  | BEL Githa Michiels    | BEL Kristien Nelen         | BEL Githa Michiels |
| 3   | 7 juli   | Sankt Vith     | BEL Githa Michiels | FRA julie krasniak    | BEL Sanne Cant             | BEL Githa Michiels |
| 4   | 14 juli  | Geraardsbergen | BEL Githa Michiels | NZL Samantha Shephard | BEL Sanne Cant             | BEL Githa Michiels |
| 5   | 2 juni   | Boom           | FRA Julie Bresset  | NED Laura Turpijn     | FRA Pauline Ferrand-Prevot | BEL Githa Michiels |

Podium
- BEL Githa Michiels
- NED Laura Turpijn
- BEL Kristien Nelen

## 2013
Eind 2012 werd bekendgemaakt dat in 2013 geen Belgian MTB Grand Prix meer zal worden gehouden. Later kwam de organisatie terug op de beslissing en werd de wedstrijd omgedoopt in Belgian MTB Cup, deze zal 3 manches tellen.

### Mannen
| Nr. | Datum       | Plaats     | Goud                      | Zilver                | Brons                 | Leider                    |
| --- | ----------- | ---------- | ------------------------- | --------------------- | --------------------- | ------------------------- |
| 1   | 1 juni      | Antwerpen  | GER Markus Schulte-Lünzum | BEL Jonas De Backer   | BEL Jimmy Tielens     | GER Markus Schulte-Lünzum |
| 2   | 6 juli      | Sankt Vith | BEL Sven Nys              | BEL Kevin Pauwels     | BEL Jeff Luyten       | BEL Jonas De Backer       |
| 3   | 25 augustus | Beringen   | BEL Jens Schuermans       | BEL Kevin van Hoovels | BEL Jeff Luyten       | BEL Jonas De Backer       |
| 4   | 6 oktober   | Houffalize | BEL Kevin van Hoovels     | NED Frank Beemer      | BEL Sébastien Carabin | BEL Kevin van Hoovels     |

Podium
- BEL Kevin van Hoovels
- BEL Jonas De Backer
- BEL Robby De Bock

### Vrouwen
| Nr. | Datum       | Plaats     | Goud                    | Zilver              | Brons                     | Leider               |
| --- | ----------- | ---------- | ----------------------- | ------------------- | ------------------------- | -------------------- |
| 1   | 1 juni      | Antwerpen  | USA Mary McConneloug    | NED Laura Turpijn   | BEL Kristien Nelen        | USA Mary McConneloug |
| 2   | 6 juli      | Sankt Vith | FRA Julie Bresset       | BEL Githa Michiels  | NZL Samara Sheppard       | USA Mary McConneloug |
| 3   | 25 augustus | Beringen   | NED Laura Turpijn       | BEL Petra Mermans   | NED Britt van den Boogert | NED Laura Turpijn    |
| 4   | 6 oktober   | Houffalize | NED Marqueritte De Neve | BEL Steffi Derveaux | GBR Kerry Macphee         | NED Laura Turpijn    |

Podium
- NED Laura Turpijn
- BEL Petra Mermans
- BEL Steffi Derveaux

Kampioenschappen:  Olympische Spelen ·
 Wereldkampioenschappen ·
WK marathon ·
 Europese kampioenschappen
 Belgie ·
 Denemarken ·
 Duitsland ·
 Finland ·
 Frankrijk ·
 Groot-Brittannië ·
 Italie ·
 Nederland ·
 Oostenrijk ·
 Polen ·
 Zwitserland
Klassementen:  Wereldbeker ·
 3 Nations Cup
Meerdaagse wedstrijden  Cape Epic ·
 Transalp Challenge ·
 Crocodile Trophy ·
 Belgian Mountainbike Challenge
Eendaagse wedstrijden:  Grand Prix d’Europe ·
 Hondsrug Classic ·
 Roc d'Ardenne ·
 Roc d'Azur ·
 Salzkammergut Trophy ·
 Sea Otter Classic ·
 Stappenbelt MTB Trophy
Strandraces:  De Panne Beach Endurance ·
 Egmond-pier-Egmond ·
 Hoek van Holland-Den Helder
Historisch:  Benelux Cup ·  Belgian MTB Grand Prix ·  MTB Topcompetitie